# Roog
Roog – opowiadanie Philipa K. Dicka z gatunku science fiction, wydane w listopadzie 1953. Był to pierwszy utwór, który udało się sprzedać autorowi, choć nie była to jego pierwsza publikacja.

## Opis fabuły
Dick przedstawia wydarzenia fabularne z punktu widzenia psa Borysa, bacznie obserwującego pojemniki stojące na zewnątrz posiadłości jego właściciela. Zwierzę nie jest świadome tego, iż są to zwykłe kosze na śmieci i jest przerażone, gdy widzi kradzież ich zawartości przez innych ludzi – śmieciarzy i bezdomnych.  W oczach Borysa owi przybysze są Roogami, a pies robi wszystko co w jego mocy by ostrzec swojego pana przed zuchwałą kradzieżą, wyjąc i zaciekle skamląc na podwórku.
Mieszkańcy nie są w stanie odczytać intencji zwierzęcia i zakładają, iż jest rozzłoszczone. Sam właściciel nie odróżnia odgłosów wydawanych przez Borysa od innych podobnych dźwięków okolicznych psów i nie przywiązuje do nich większej wagi.
Opowiadanie kończy się kolejnym przyjazdem śmieciarzy i ku rozpaczy zwierzęcia zabraniem pojemników z jedzeniem.

## Powstanie i publikacja
Roog został napisany w listopadzie 1951 i ukazał się bez ilustracji w „The Magazine of Fantasy & Science Fiction” dokładnie dwa lata później. W tym czasie Dick pracował w sklepie z płytami. W eseju poprzedzającym kolekcję opowiadań opublikowaną w 1978 roku, wspominał on okoliczności powstania utworu, omawiał fabułę oraz komentował reakcje krytyki. Odwoływał się tam m.in. do osoby Anthony'ego Bouchera, redaktora, pisarza i wydawcy literatury SF i fantasy, którego określał mianem przyjaciela. Pisał, iż bez jego pomocy, dalej pracowałby w sklepie z płytami. Młody Dick był bardzo zadowolony z publikacji i rozważał rezygnację z pracy, by zostać profesjonalnym twórcą, choć już wieku 27 lat temu zaprzeczał i uważał to za urojenia.
Po pierwszej publikacji opowiadania, Boucher próbował wydać je raz jeszcze w antologii SF znanej autorki określanej przez Dicka jako pani J.M. Utwór jej się jednak nie spodobał, przede wszystkim z uwagi na jego niejasność i trudności ze zrozumieniem. Krytykowała ona też opisy śmieciarzy i uważała je za niedokładne, wyraźnie nie dostrzegając, iż Roog był przedstawiony z perspektywy psa. Choć Dick wysłał jej list, w którym wyjaśnił jej fabułę i tematy utworu, to nie zgodziła się ona na uwzględnienie pracy w jej zbiorze. Mimo to opowiadanie ukazało się ponownie dzięki staraniom Bouchera i jest przedrukowywane po dziś dzień. Roog jest także wpisany w program nauczania wielu amerykańskich szkół średnich.
Dick określał utwór jako autobiograficzny. Borys miał swój rzeczywisty odpowiednik, nazywał się Snooper i należał do sąsiada Dicka. Zachowywał się on bardzo agresywnie za każdym razem, gdy śmieciarze przyjeżdżali oczyścić kontenery. Opowiadanie to jest moim podarunkiem dla zwierzęcia, które już niczego nie widzi i nie słyszy, które już nie szczeka, ale, do jasnej cholery, które robiło, co do niego należało. Nawet jeśli pani J.M. tego nie rozumiała. – pisał Dick. Uważał on ową historię za „całkiem poważną” pomimo jej powierzchownego humoru. We wstępie do The Collected Stories of Philip K. Dick pisał, że Roog „mówi o strachu, lojalności oraz niejasnym zagrożeniu”.